# Maire austral
La maire austral (Micromesistius australis) és una espècie de peix pertanyent a la família dels gàdids.

## Descripció
- Pot arribar a fer 90 cm de llargària màxima (normalment, en fa 60) i 850 g de pes.
- 43-55 radis tous a l'aleta dorsal i 56-71 a l'anal.
- 54-57 vèrtebres.[3][4][5]

## Alimentació
Els joves mengen eufausiacis i amfípodes, i, de tant en tant, copèpodes, cefalòpodes i peixets.

## Depredadors
A les illes Malvines és depredat per Cottoperca gobio, Lampris immaculatus, Salilota australis, Bathyraja brachyurops i Bathyraja griseocauda; a Xile per Merluccius australis, i a Nova Zelanda per Genypterus blacodes.

## Hàbitat
És un peix d'aigua marina, bentopelàgic, oceanòdrom i de clima temperat (37°S-65°S, 165°E-34°W), el qual viu entre 50 i 900 m de fondària (normalment, entre 200 i 400) a la plataforma continental durant l'estiu i sobre el talús continental a l'hivern.

## Distribució geogràfica
N'existeixen dues poblacions diferents: Micromesistius australis australis es troba a la Patagònia argentina,

## Ús comercial
És venut congelat i com a farina de peix, i es pot fregir, cuinar al forn microones o enfornar. Al Japó és emprat per a fer pastissos de peix.

## Observacions
És inofensiu per als humans.